# Groene Fractie in de Bondsvergadering

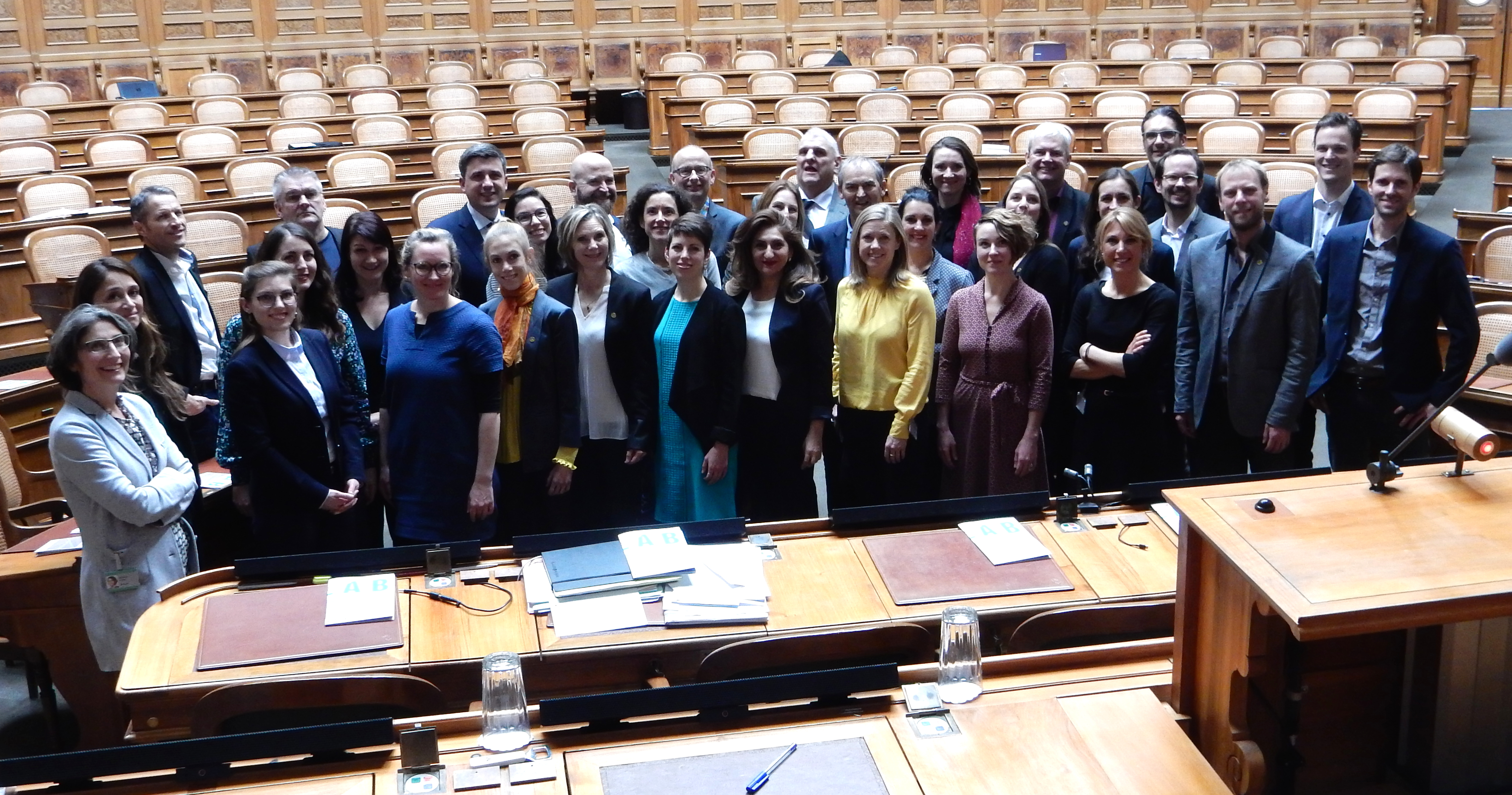
De Groene Fractie 2019

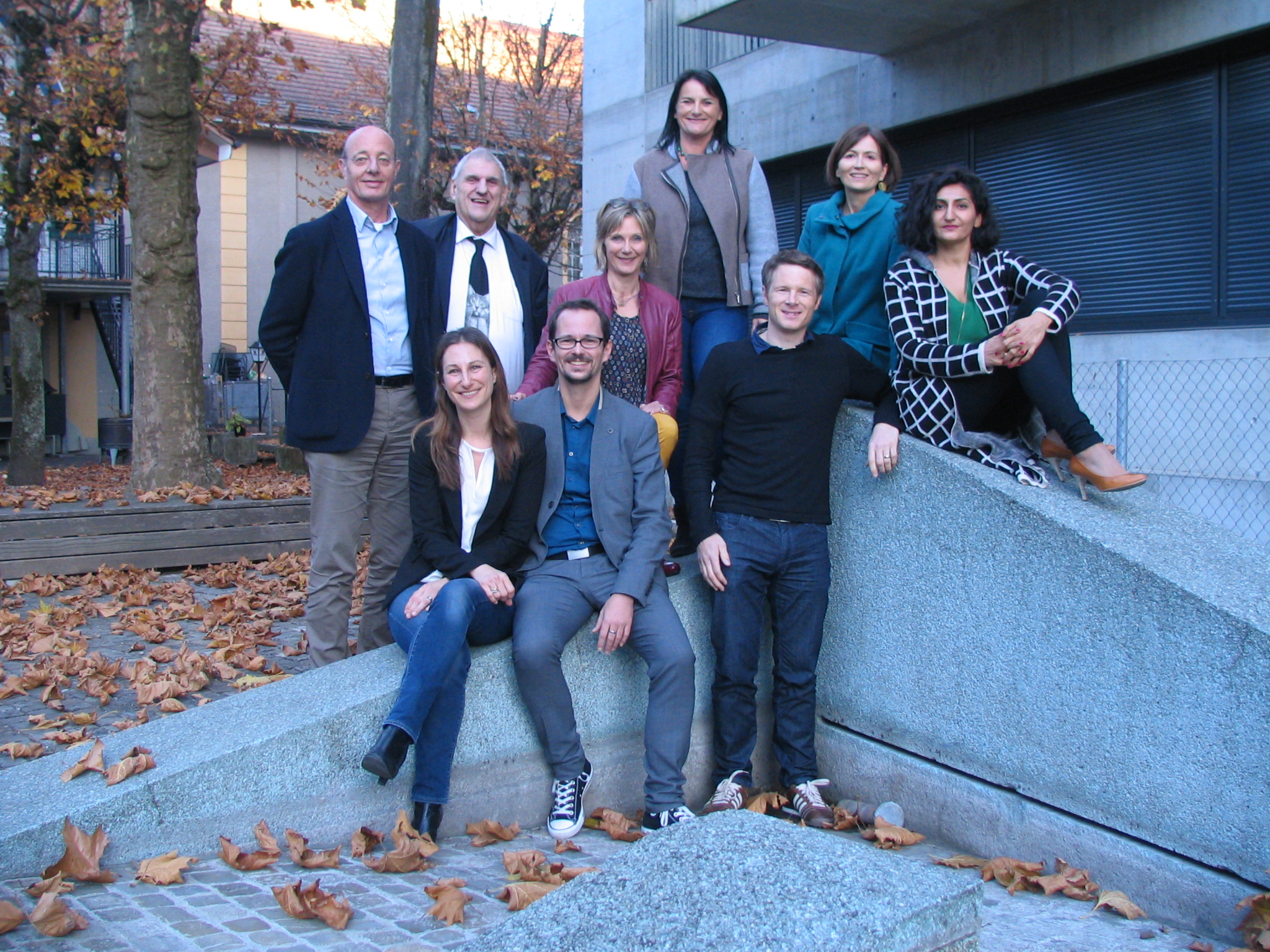
Sommige leden van de Groene Fractie (2015)

De Groene Fractie in de Bondsvergadering (Duits: Grüne Fraktion der Bundesversammlung (G), Frans: Groupe des Verts l'Assemblée fédérale (G), Italiaans: Gruppo ecologista l'Assemblea federale (G)), is de groene fractie in de Zwitserse Bondsvergadering.

## Fractie
De Groene Fractie in de Bondsvergadering telt 35 zetels en bestaat uit twee partijen (2019):
- Groene Partij van Zwitserland (GPS/Les Verts/I Verdi)
- Zwitserse Partij van de Arbeid (PdA/PST/PC/PSdL)
- Ensemble à Gauche/solodaritéS (EGsolS)

## Zetelverdeling
| Partij                                 | Nationale Raad | Kantonsraad |
| -------------------------------------- | -------------- | ----------- |
| Groene Partij van Zwitserland          | 28             | 5           |
| Zwitserse Partij van de Arbeid         | 1              | -           |
| Ensemble à Gauche/solodaritéS (EGsolS) | 1              | -           |
| Totaal                                 | 30             | 5           |